# 新瓜達盧佩
新瓜達盧佩（西班牙語：Nueva Guadalupe），是薩爾瓦多的城鎮，位於該國東部，由聖米格爾省負責管轄，面積22.81平方公里，海拔高度501米，2007年人口8,905，人口密度每平方公里390.4人。
13°32′N 88°21′W / 13.533°N 88.350°W